# Max Becker (Oberamtmann)
Max Becker (* 3. März 1848 in Karlsruhe; † 1. März 1896 in Lörrach) war ein deutscher Jurist und Verwaltungsbeamter.

## Leben
Während seines Studiums wurde Becker im Sommersemester 1868 Mitglied der Burschenschaft Germania Tübingen.
Nach dem Studium der Rechtswissenschaften in Göttingen, Tübingen, Leipzig und Berlin, legte Becker 1874 die 2. juristische Staatsprüfung ab. 1871 war er als Rechtspraktikant in den badischen Staatsdienst eingetreten. Nach diversen untergeordneten Einsätzen in Gerichten und Bezirksämtern wurde er 1876 Amtmann in Konstanz und 1880 Amtsvorstand in Triberg. 1886 bis 1890 hatte er dieses Amt dann beim Bezirksamt Sinsheim und 1890 bis 1896 beim Bezirksamt Lörrach.
1889 erhielt er das Ritterkreuz 1. Klasse des Ordens vom Zähringer Löwen.